# Scotch (gruppo musicale)
Gli Scotch sono stati un gruppo italo disco attivo negli anni ottanta. Il progetto SCOTCH fu creato da David Zambelli e Walter Verdi produttori discografici di Bergamo. Il primo successo del gruppo fu Penguin's Invasion scritto da Manlio Cangelli. Penguin's Invasion era un brano strumentale: a circa 3 mesi dall'uscita, si decise di realizzarne una versione cantata e fu scelto Vince Lancini come cantante. In seguito entrò a far parte del gruppo Fabio Margutti, compositore, e Vince Lancini, autore. Tra i loro pezzi più importanti si ricordano: Disco Band, Take Me Up, Mirage, Pictures, Delirio Mind, Penguin's Invasion, Plus Plus and Money Runner.
Il singolo Disco Band raccolse molti consensi nel 1985 anche in Germania e venne campionato dal gruppo techno tedesco Scooter nel loro brano Lass Unz Tanzen del 2007.
Mirage è stata ripresa dal duo dance italiano Paps'n'Skar nel 2004 ridiventando un tormentone estivo dopo essere stata scelta come colonna sonora per la nota compagnia di telefonia mobile TIM.

## Discografia

### Album
- 1985 – Evolution (Many Records, 64 2402741) (LP)
- 1987 – Pictures of old days (Many Records, 64 2407651) (LP)

### Singoli
- 1983 – Penguins' Invasion (vox)/Penguins' Invasion (hot version) (Il Discotto Productions/American Disco, AMD 001) (12")
- 1984 – Disco band (vocal)/Disco band (instrumental) (Il Discotto Productions/American Disco, AMD NP 008) (7", 12")
- 1985 – Delirio mind/Man in the man (American Disco, AMD 012) (7")
- 1985 – Take me up/Delirio mind (Many Records, 06 2005517) (7")
- 1986 – Mirage/Amor por Victoria (Many Records, 06 2012497) (7")
- 1986 – Money runner (vocal)/Drink a Scotch (American Disco, AMD 025) (7")
- 1987 – Pictures (vocal version)/Old days (instrumental version) (Many Records, 2017887) (7")
- 1987 – Man to man/Discolation (American Disco, AMD 030) (12")